# David Dar-Ziv
David Yajr Dar-Ziv (* 12. Juni 1974 in Genf) ist ein ehemaliger Schweizer Basketballspieler.

## Laufbahn
Dar-Ziv, ein 1,91 Meter grosser Aufbauspieler, verliess Mitte der 1990er Jahre die Schweiz, gehörte in den Vereinigten Staaten erst der Hochschulmannschaft des Northeast Community College (1995/96), dann des McLennan Community College (1996/97) an. Er stand in der Nationalliga A bis 2001 bei Genève-Versoix Basket, im Spieljahr 2001/02 dann bei den Geneva Devils unter Vertrag. Er wechselte 2002 innerhalb der Liga zu Fribourg Olympic. Bis 2004 blieb er bei dem Verein. Im Jahr 2005 spielte er erneut für die Geneva Devils. Dar-Ziv war Mitglied der Schweizer Nationalmannschaft, sein erstes Länderspiel bestritt er im November 2001.
Beruflich wurde er zunächst im Finanzwesen tätig, widmete sich 2014 dann der chinesischen Medizin. Diese Ausbildung schloss er 2019 ab und arbeitete fortan in diesem Bereich.